# Parallèle femmes des championnats du monde de ski alpin 2021
Navigation
Édition suivante
Le parallèle femmes des championnats du monde de ski alpin 2021, se déroule le 16 février. Il s'agit de la première édition de cette épreuve au sein des championnats du monde.
L'Italienne Marta Bassino et l'Autrichienne Katharina Liensberger réussissent le même temps après les deux manches de la finale. Marta Bassino est déclarée dans un premier temps unique championne du monde car son second run est meilleur que celui de l'Autrichienne. Après de longues minutes le résultat de la course est corrigé et les deux skieuses sont déclarées toutes les deux championnes du monde, car la règle du meilleur second run ne s'applique pas pour la finale. Tessa Worley est médaillée de bronze.
Il faut noter le parcours plein de réussite de Marta Bassino. En effet elle se qualifie en 8e et dernière position des qualifiées du tracé rouge, alors que sa suivante (non qualifiée) Lara Della Mea n'est qu'à un centième de seconde. En demi-finale elle termine avec exactement le même temps que Tessa Worley, mais elle bénéficie de la règle du meilleur second run, qu'elle a effectué sur le parcours rouge nettement plus rapide que le parcours bleu (tout au long de ce championnat du monde, hommes et femmes confondus). Enfin la règle qui plafonne l'écart à 0,5 seconde à l'issue de la première manche, l'avantage en finale car elle a perdu beaucoup plus que ce temps sur cette première manche sur le tracé bleu. Il est certes impossible d'avoir 2 tracés rigoureusement identiques, mais ce plafonnement de l'écart à 0,5 seconde n'était pas bien adapté à l'écart entre les 2 tracés, et avantageait la skieuse terminant sur le tracé rouge, tout au long de l'épreuve.

## Résultats

### Qualifications
Un système de qualification inédit est mis en place pour cette épreuve. À partir du classement WCSL, on attribue alternativement à chaque concurrente l'un des 2 tracés. Chaque compétitrice n'effectue qu'une seule course dans ce tracé. Les 8 meilleures de chaque tracé sont qualifiées pour les huitièmes de finale. À partir des 2 classement obtenus, les têtes de série sont déterminées en sélectionnant alternativement les concurrentes de chaque classement. Le tableau est alors construit conformément aux pratiques traditionnelles.
| Place | Dossard               | Nom                       | Pays             | Tracé Bleu | Tracé Rouge | Notes |
| ----- | --------------------- | ------------------------- | ---------------- | ---------- | ----------- | ----- |
| 1     | 12                    | Wendy Holdener            | Suisse           |            | 32.69 (1)   | Q     |
| 2     | 11                    | Meta Hrovat               | Slovénie         | 32.78 (1)  |             | Q     |
| 3     | 10                    | Tina Robnik               | Slovénie         |            | 32.95 (2)   | Q     |
| 4     | 14                    | Maryna Gąsienica-Daniel   | Pologne          |            | 33.00 (3)   | Q     |
| 5     | 15                    | Katharina Liensberger     | Autriche         | 33.04 (2)  |             | Q     |
| 6     | 13                    | Coralie Frasse Sombet     | France           | 33.14 (3)  |             | Q     |
| 7     | 29                    | Stephanie Brunner         | Autriche         | 33.33 (4)  |             | Q     |
| 7     | 26                    | Andrea Filser             | Allemagne        |            | 33.33 (4)   | Q     |
| 9     | 3                     | Federica Brignone         | Italie           | 33.35 (5)  |             | Q     |
| 10    | 19                    | Estelle Alphand           | Suède            | 33.39 (6)  |             | Q     |
| 10    | 4                     | Paula Moltzan             | États-Unis       |            | 33.39 (5)   | Q     |
| 12    | 28                    | Tessa Worley              | France           |            | 33.40 (6)   | Q     |
| 13    | 31                    | Piera Hudson              | Nouvelle-Zélande | 33.53 (7)  |             | Q     |
| 14    | 17                    | Nina O'Brien              | États-Unis       | 33.55 (8)  |             | Q     |
| 15    | 9                     | Franziska Gritsch         | Autriche         | 33.56 (9)  |             |       |
| 16    | 18                    | Alexandra Tilley          | Grande-Bretagne  |            | 33.65 (7)   | Q     |
| 17    | 2                     | Marta Bassino             | Italie           |            | 33.68 (8)   | Q     |
| 18    | 32                    | Lara Della Mea            | Italie           |            | 33.69 (9)   |       |
| 19    | 41                    | Emma Aicher               | Allemagne        | 33.73 (10) |             |       |
| 20    | 5                     | Lara Gut-Behrami          | Suisse           | 33.80 (11) |             |       |
| 21    | 8                     | Kristin Lysdahl           | Norvège          |            | 33.83 (10)  |       |
| 22    | 40                    | Jonna Luthman             | Suède            |            | 33.84 (11)  |       |
| 23    | 44                    | Cassidy Gray              | Canada           |            | 33.87 (12)  |       |
| 24    | 30                    | Andreja Šlokar            | Slovénie         |            | 33.88 (13)  |       |
| 25    | 37                    | Camille Rast              | Suisse           | 33.92 (12) |             |       |
| 25    | 34                    | Kristina Riis-Johannessen | Norvège          |            | 33.92 (14)  |       |
| 27    | 16                    | Lena Dürr                 | Allemagne        |            | 33.95 (15)  |       |
| 28    | 23                    | A J Hurt                  | États-Unis       | 33.99 (13) |             |       |
| 29    | 39                    | Neja Dvornik              | Slovénie         | 34.01 (14) |             |       |
| 30    | 45                    | Charlotte Lingg           | Liechtenstein    | 34.09 (15) |             |       |
| 31    | 20                    | Asa Ando                  | Japon            |            | 34.13 (16)  |       |
| 32    | 22                    | Jasmina Suter             | Suisse           |            | 34.16 (17)  |       |
| 32    | 6                     | Sara Hector               | Suède            |            | 34.16 (17)  |       |
| 34    | 27                    | Charlie Guest             | Grande-Bretagne  | 34.29 (16) |             |       |
| 35    | 21                    | Laura Pirovano            | Italie           | 34.44 (17) |             |       |
| 36    | 24                    | Ramona Siebenhofer        | Autriche         |            | 34.58 (19)  |       |
| 37    | 49                    | Francesca Baruzzi         | Argentine        | 34.85 (18) |             |       |
| 38    | 33                    | Doriane Escané            | France           | 34.90 (19) |             |       |
| 39    | 48                    | Erika Pykäläinen          | Finlande         |            | 34.95 (20)  |       |
| 40    | 36                    | Riikka Honkanen           | Finlande         |            | 35.11 (21)  |       |
| 41    | 7                     | Thea Louise Stjernesund   | Norvège          | 35.17 (20) |             |       |
| 42    | 52                    | Noa Szőllős               | Israël           |            | 35.19 (22)  |       |
| 43    | 35                    | Gabriela Capová           | Tchéquie         | 36.05 (21) |             |       |
| 44    | 46                    | Kim Vanreusel             | Belgique         |            | 36.15 (23)  |       |
| 45    | 42                    | Maria Shkanova            | Biélorussie      |            | 36.17 (24)  |       |
| 46    | 51                    | Zazie Huml                | Tchéquie         | 36.56 (22) |             |       |
|       | 1                     | Petra Vlhová              | Slovaquie        | Abandon    |             |       |
| 25    | Ekaterina Tkachenko   | Fédération de Russie      | Abandon          |            |             |       |
| 38    | Katie Hensien         | États-Unis                |                  | Abandon    |             |       |
| 43    | Anastasia Gornostaeva | Fédération de Russie      | Abandon          |            |             |       |
| 47    | Miho Mizutani         | Japon                     | Abandon          |            |             |       |
| 50    | Sarah Woodward        | Grande-Bretagne           |                  | Abandon    |             |       |

### Tableau final[2],[3]
| 1/8 de finale | 1/8 de finale           | 1/8 de finale |  |  | Quarts de finale | Quarts de finale        | Quarts de finale |  |  | Demi-finales | Demi-finales          | Demi-finales |  |                 | Finales         | Finales               | Finales |
|               |                         |               |  |  |                  |                         |                  |  |  |              |                       |              |  |                 |                 |                       |         |
| 1             | Wendy Holdener          |               |  |  |                  |                         |                  |  |  |              |                       |              |  |                 |                 |                       |         |
| 16            | Nina O'Brien            | +0.19         |  |  | 1                | Wendy Holdener          | +0.36            |  |  |              |                       |              |  |                 |                 |                       |         |
| 8             | Stephanie Brunner       | +0.14         |  |  | 9                | Paula Moltzan           |                  |  |  |              |                       |              |  |                 |                 |                       |         |
| 9             | Paula Moltzan           |               |  |  |                  |                         |                  |  |  | 9            | Paula Moltzan         | +1.47        |  |                 |                 |                       |         |
| 5             | Maryna Gąsienica-Daniel |               |  |  |                  |                         |                  |  |  | 4            | Katharina Liensberger |              |  |                 |                 |                       |         |
| 12            | Estelle Alphand         | +0.09         |  |  | 5                | Maryna Gąsienica-Daniel | +0.45            |  |  |              |                       |              |  |                 |                 |                       |         |
| 4             | Katharina Liensberger   |               |  |  | 4                | Katharina Liensberger   |                  |  |  |              |                       |              |  |                 |                 |                       |         |
| 13            | Alexandra Tilley        | +0.77         |  |  |                  |                         |                  |  |  |              |                       |              |  |                 | 4               | Katharina Liensberger | +0.00   |
| 3             | Tina Robnik             |               |  |  |                  |                         |                  |  |  |              |                       |              |  |                 | 15              | Marta Bassino         |         |
| 14            | Piera Hudson            | +0.62         |  |  | 3                | Tina Robnik             | +0.26            |  |  |              |                       |              |  |                 |                 |                       |         |
| 6             | Coralie Frasse Sombet   | +0.56         |  |  | 11               | Tessa Worley            |                  |  |  |              |                       |              |  |                 |                 |                       |         |
| 11            | Tessa Worley            |               |  |  |                  |                         |                  |  |  | 11           | Tessa Worley          | +0.00        |  |                 |                 |                       |         |
| 7             | Andrea Filser           | +0.43         |  |  |                  |                         |                  |  |  | 15           | Marta Bassino         |              |  |                 |                 |                       |         |
| 10            | Federica Brignone       |               |  |  | 10               | Federica Brignone       | +0.12            |  |  |              |                       |              |  | Troisième place | Troisième place | Troisième place       |         |
| 2             | Meta Hrovat             | +0.81         |  |  | 15               | Marta Bassino           |                  |  |  |              |                       |              |  |                 | 9               | Paula Moltzan         | +1.18   |
| 15            | Marta Bassino           |               |  |  |                  |                         |                  |  |  |              |                       |              |  |                 | 11              | Tessa Worley          |         |

## Classement final
| Place              | Dossard | Nom                     | Pays             |
| ------------------ | ------- | ----------------------- | ---------------- |
| Médaille d'or      | 2       | Marta Bassino           | Italie           |
| Médaille d'or      | 15      | Katharina Liensberger   | Autriche         |
| Médaille de bronze | 28      | Tessa Worley            | France           |
| 4                  | 4       | Paula Moltzan           | États-Unis       |
| 5                  | 10      | Tina Robnik             | Slovénie         |
| 6                  | 3       | Federica Brignone       | Italie           |
| 7                  | 12      | Wendy Holdener          | Suisse           |
| 8                  | 14      | Maryna Gąsienica-Daniel | Pologne          |
| 9                  | 13      | Coralie Frasse Sombet   | France           |
| 10                 | 17      | Nina O'Brien            | États-Unis       |
| 11                 | 26      | Andrea Filser           | Allemagne        |
| 12                 | 31      | Piera Hudson            | Nouvelle-Zélande |
| 13                 | 19      | Estelle Alphand         | Suède            |
| 14                 | 29      | Stephanie Brunner       | Autriche         |
| 15                 | 18      | Alexandra Tilley        | Grande-Bretagne  |
| 16                 | 11      | Meta Hrovat             | Slovénie         |